# Ponzone (famiglia)

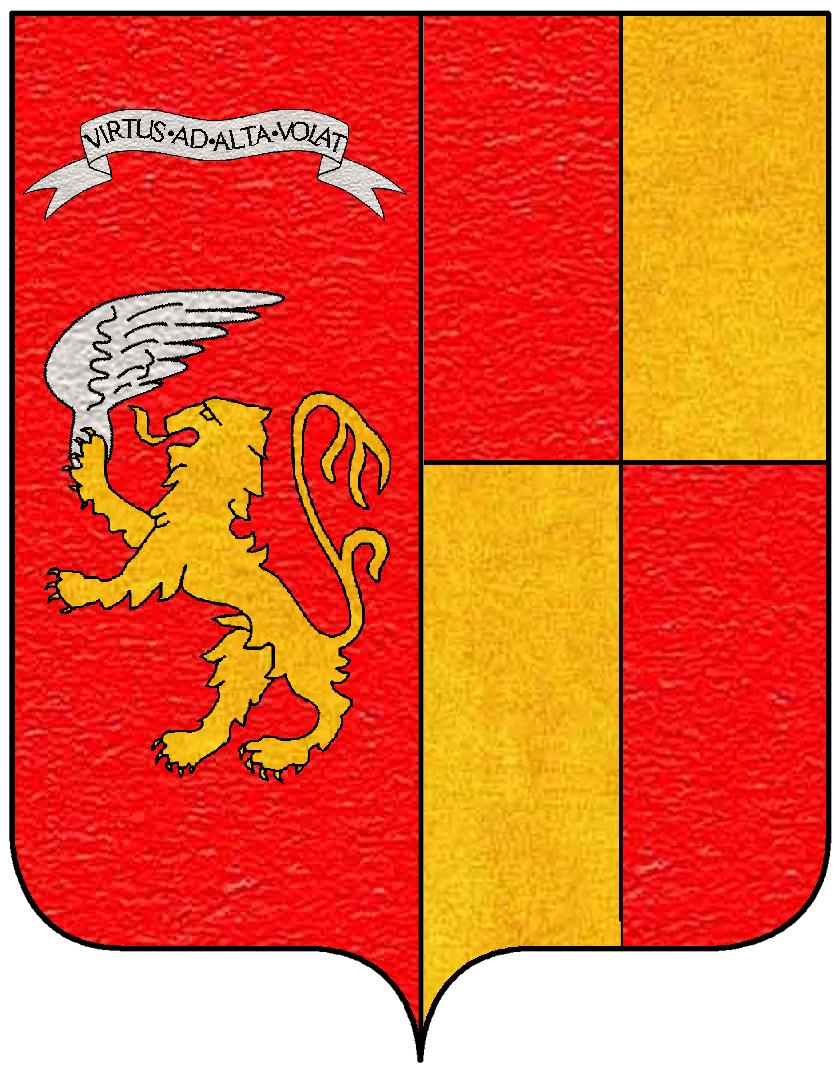
Stemma Ala Ponzone

Ponzone (o Ponzoni) è stata una nobile famiglia di Cremona di parte ghibellina. 
Originaria di Ponzone in Piemonte, si traferì a Cremona intorno all'anno Mille. Da qui la famiglia si espanse a Milano e a Mantova. Un ramo si trapiantò in Inghilterra, diventando la facoltosa famiglia Ponsonby.
Nel 1697 Beatrice Ponzoni, sposando Giovanni Francesco Ala, diede vita alla casata Ala Ponzone.

## Esponenti illustri
- Federico Ponzoni (XIII secolo), segretario di papa Alessandro IV
- Ponzino Ponzoni (?-1348), politico, signore di Cremona[3]
- Maria Ponzoni (XIV secolo), sorella di Ponzino e moglie di Giacomo II Cavalcabò, guelfo, signore di Cremona dal 1315 al 1322
- Giovanni Ponzoni (XIV secolo), politico, figlio di Ponzino
- Enrico Ponzone, consigliere dell'imperatore Sigismondo di Lussemburgo
- Gian Galeazzo Ponzoni, nel 1416 feudatario del duca di Milano Filippo Maria Visconti
- Giacomo Ponzoni (?-1542), al servizio dei duchi di Milano
- Bianca Ponzoni (1500-1558), moglie di Amilcare Anguissola e madre della pittrice Sofonisba Anguissola
- Pietro Martire Ponzoni (?-1696), signore di Gombito e ultimo esponente della famiglia.